# Rodesia del Sur en los Juegos Olímpicos de Roma 1960
Rodesia del Sur (actualmente Zimbabue) estuvo representada en los Juegos Olímpicos de Roma 1960 por un total de 14 deportistas, 9 hombres y 5 mujeres, que compitieron en 6 deportes.
El equipo olímpico no obtuvo ninguna medalla en estos Juegos.